# Shard End
Shard End – dzielnica miasta Birmingham, w Anglii, w West Midlands, w dystrykcie Birmingham. Leży 8,8 km od centrum miasta Birmingham i 159,1 km od Londynu. W 2011 roku dzielnica liczyła 26 794 mieszkańców.